# Katoúna (ort i Grekland, Västra Grekland)
Katoúna är en ort i Grekland.   Den ligger i prefekturen Nomós Aitolías kai Akarnanías och regionen Västra Grekland, i den centrala delen av landet, 240 km väster om huvudstaden Aten. Katoúna ligger 284 meter över havet och antalet invånare är 2 234.
Terrängen runt Katoúna är kuperad åt nordost, men åt sydväst är den bergig. Terrängen runt Katoúna sluttar österut. Runt Katoúna är det ganska glesbefolkat, med 24 invånare per kvadratkilometer. Närmaste större samhälle är Amfilochía, 9,5 km nordost om Katoúna. 